# Бій за Алітус
Бій за Алітус (22-23 червня 1941) — один з перших танкових боїв німецько-радянської війни. Бій відбувся поблизу литовського міста Алітус між німецькими 20-ю і 7-ю танковими дивізіями 39-го моторизованого корпуса 3-ї танкової групи генерала Гота та радянською 5-ю танковою дивізією 11-ї армії. В результаті перемоги німецькі війська відкрили собі шлях на Вільнюс.

## Загальні дані перед війною
В Алітусі базувалася 5-та танкова дивізія (командувач — полковник Федір Федоров), входила до складу 3-го механізованого корпусу генерал-майора танкових військ Олексія Куркіна 11-ї армії Прибалтійського Особливого військового округу. На озброєнні дивізія мала в основному легкі танки — 170 одиниць БТ-7, вісімнадцять Т-26 та 30 середніх трибаштових Т-28, бронеавтомобілі та до 50 нових танків Т-34, отриманих в березні 1941 року. В артилерійському підрозділі знаходилося 12 протитанкових та 12 зенітних гармат. Тут знаходився аеродром 236-го винищувального полку з 31 літаком, піднятися в небо вдалося лише 3 екіпажам.
В часі підготовки до можливої війни мости через Німан були заміновані, але вночі на 22 червня отримала зі штабу округу зняти заряди з мостів. Після початку нацистсько-радянської війни надійшов наказ о 14-00 підірвати мости через Німан, для цього було відряджено команди, одна з команд-мінувальників в повному складі була полонена.

## Хід бойових дій
Близько 10-ї години від бомбардувань в місті почалися пожежі. Двох місцевих жителів, котрі в штабі дивізії свідчили, що німецькі війська вже під містом, начальник штабу майор Беліков застрелив як провокаторів.
По мостах відступали піхотинці 128-ї радянської дивізії та інших частин, їх охороняли 5-й зенітний дивізіон та мотострілецький батальйон.
7-ма німецька танкова дивізія генерал-майора барона Ханса фон Функа 39-го моторизованого корпусу, без особливих сутичок подолавши кордон, до полудня 22 червня була біля переправ через Німан поблизу Алітуса. На озброєнні цей підрозділ мав танки чеського виробництва Шкода 38 (t) — 167 одиниць, також 53 одиниці «Pz.ll», 30 «Pz.IV» і 8-15 легкоозброєних командирських танків. 20-та танкова дивізія генерал-лейтенанта Хорста Штумпфа мала на озброєнні 44 Pz-I, 31 Pz-II, 31 Pz-IV, 121 Pz-38(t), та два командирських танки. На озброєнні в розвідувальних батальйонах мали трофейні французькі броньовики «Панар-178», також тут був дивізіон легких винищувачів танків — до двох десятків чеських артилерійських установок на шасі Pz-I, рота з 6 150-мм САУ.
12-та німецька танкова дивізія генерал-майора Йозефа Гарпе вийшла до моста в Меркіне. Попереду рухалася моторизована група в складі 25-го танкового полку та 7-го мотоциклетного батальйону.
Передовим німецьким частинам німців вдалося захопити північний і південний мости через Німан біля Алітуса та Меркіне неушкодженими. Після перетину біля двох десятків німецьких танків мостів, вкопаний Т-34 в засідці підбив одного з них. Танки чеського виробництва мали на озброєнні 37-мм гармати, всі намагання пробити броню Т-34 не мали ніяких вислідків.
Згідно свідчень радянських офіцерів, в бою за мости до Алітуса зенітники знищили 14 німецьких танків, а 5-й мотострілецький полк (2770 військових та 8 бронемашин) — ще 16, при обороні північного мосту радянська батарея підбила 6 танків. Також 5-й мотострілецький полк бився з німецькими десантниками на аеродромі — 300—400 вояків. Сучасні литовські дослідники вважають, що аеродром могли захопити повстанці в формі литовської армії.
Першими в бій вступили бійці 2-го танкового батальйону 9-го полку, їх підтримували вогнем 24 танки Т-28 1-го танкового батальйону.
Танкісти 5-ї танкової дивізії в бою з нацистською бронетехнікою застосували танкові тарани на березі річки Німан. В ході однієї із сутичок біля мостів кілька радянських танків фланговою атакою знищили півдесятка німецьких, частина з них була протаранена та скинута в кювет — у Т-28 закінчилися бронебійні снаряди, тоді вони пішли на таран, після чого відійшли мостом на західний берег, де стався короткотривалий із втратами з обидвох сторін бій.
Бої в Алітусі тривали весь день, німецьким формуванням розширити плацдарм біля північного мосту та вибити пострілами артилерії 7-ї дивізії вкопані Т-34 не вдалося, із втратами було відбито три радянські контратаки. Припинилися бойові дії після підходу німецької артилерії та мотопіхоти і 20-ї танкової дивізії, коли збільшився північний плацдарм та частини вермахту з нього пішли в наступ у фланг та тил радянської 5-ї танкової дивізії.
На 18-ту годину фронт в цій місцевості проходив по лінії Волковішкі — Алітус — Калварія.
По радянських даних, втрати в бронетехніці у цьому бою склали до 90 танків, з них 73 — 9-го танкового полку — 30 БТ-7, 27 Т-34 та 16 Т-28.
Пізно ввечері вцілілі радянські військові під загрозою оточення переправляються на східний берег Німану.
Ввечері 22 червня на Алітус рушив офіцер із штабу 11-ї армії для з'ясування ситуації — зв'язку з містом не було, по дорозі з'ясував, що там вже були німецькі формування.
23 червня командування Північно-Західного фронту, не маючи ніяких даних про стан справ на Алітусько-Вільнюському напрямі, наказує 5-й танковій дивізії підпорятуватися командуючому 11-ю армією та направити удар на Бобти та очистити район Кейдани й Іонава. Невідомо, чи керівництво танкової дивізії отримало цей наказ.
Вранці 23 червня 5-та танкова дивізія затискається з двох сторін наступаючими німецькими силами — з півдня 7-ма танкова дивізія вермахту, з фронту — 20-та танкова дивізія, в бою 9-й полк втратив всі танки Т-28, 16 підбиті в інших сутичках, 8 поламалися та були підірвані екіпажами, близько 8-ї ранку радянські сили почали відступати. Штаб 3-ї танкової групи Гота телеграфував про свої втрати — 11 танків, з них 4 тяжких, дані відсутні про втрачені гармати та бронетранспортери, штурмові гармати та винищувачі танків.

## Відступ радянських частин
7-ма та 20-та танкові дивізії після бою під Алітусом протягом двох діб подолали відстань у 80-120 кілометрів та 24 червня зайняли Вільнюс і білоруське місто Ошмяни.
Ранком 24 червня командир 5-ї танкової дивізії Ф. Ф. Федоров із її залишками — 15 танків, 20 бронемашин та 9 гармат були за 170 кілометрів від Алітуса — під містом Молодечно. 26 червня особистий склад після знищення механізованої частини став виходити з оточення біля Молодечна та частина — 30 червня біля Пскова.
Один батальйон 5-го мотострілецького полку пробирався по окупованих територіях і вийшов на лінію фронту вже біля містечка Бєлий.

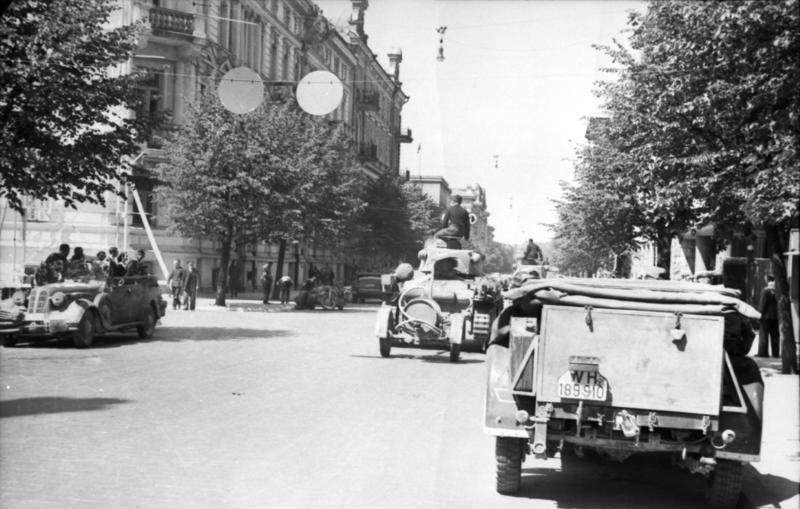
Наслідки бою. Вермахт вступає до Вільнюса.

## Окрема точка зору
Доктор історії, доцент Вільнюського університету Сігітас Егелявічюс у своїй статті «До питання про участь 5-ї танкової дивізії Червоної Армії в боях 22.06.1941» дотримується дещо іншої точки зору. Він зазначив, що зранку 22 червня 1941 року Алітус та радянські військові частини зазнали трьох авіанальотів. Згідно свідчень, які він зібрав у жителів Алітуса, західні підступи до міста червоноармійцями не охоронялися — саме звідти по шосейних дорогах від містечок Сейріяй та Сімнас рухалися 7-ма та 20-та танкові дивізії 3-ї танкової дивізії Гота. О 13-30 передові частини 20-ї німецької танкової дивізії вийшли на висоти західніше Алітуса, близько 14-ї дня оволоділи міським мостом без значного спротиву. На східному березі Німану спротив чинили стрілецькі підрозділи та вцілілі після бомбардувань працівники аеродрому. Близько 15-ї години дня було захоплено за 7 кілометрів від міста поромну переправу під Нямунайтісом, до вечора там було наведено понтонний міст. Близько 17-ї години наступаючі зайняли ще один міст — за 25 км від Алітуса біля міста Меркіне. Між 18-ю та 19-ю вечора німецькі сили підійшли до Канюкського мосту за 4 км від Алітуса, засада радянських танкістів пропустила німецьких мотоциклістів в напрямі міста Даугай, не відкриваючи вогню. Минувши міст, 25-й полк 7-ї танкової дивізії вермахту при підйомі на східний берег Німана був зустрінутий вогнем радянської танкової дивізії із засади. Скориставшись тим, що дорога дорога вверх від мосту була забита підбитими німецькими танками, а дороги на схід від мосту практично не було, радянська 5-та танкова дивізія відходить на схід; лишаючи несправні танки. 23 червня танки 5-ї танкової дивізії були на підступах до Вільнюса, обходячи місто з півдня, на дорозі Онушкіс — Рудішкес відбувся другий бій дивізії на заболоченій місцевості з танками німецької 20-ї дивізії.